# Cis campoi
Cis campoi là một loài bọ cánh cứng trong họ Ciidae. Loài này được Brèthes miêu tả khoa học năm 1924.